# Франко, Федерико
Луис Федерико Франко Гомес (исп. Luis Federico Franco Gómez; родился 23 июля 1962, Асунсьон, Парагвай) — парагвайский политик, президент Парагвая в 2012–2013 годах.

## Биография
Родился в городе Асунсьон 23 июля 1962 года. 20 февраля 1982 года женился на Эмилии Альфаро.
Был избран вице-президентом Парагвая на президентских выборах 2008 года в качестве напарника Фернандо Луго. После импичмента Сенатом Парагвая президента Луго 22 июня 2012 года принял присягу в качестве президента. Оставался на президентском посту вплоть до окончания срока Луго в августе 2013 года.
Изучал медицину в Национальном университете Асунсьона. По профессии хирург.
Является братом Хулио Сесара Франко, действующего сенатора. Четверо детей: Луис Федерико Франко, Клаудия Ванесса, Иван Александр и Энцо Себастьян.
Семье Франко принадлежит больница в городе Фернандо де ла Мора (Sanatorio Franco).